# Gmina związkowa Kirchen (Sieg)
Gmina związkowa Kirchen (Sieg) (niem. Verbandsgemeinde Kirchen (Sieg)) – gmina związkowa w Niemczech, w kraju związkowym Nadrenia-Palatynat, w powiecie Altenkirchen. Siedziba gminy związkowej znajduje się w mieście Kirchen (Sieg).

## Podział administracyjny
Gmina związkowa zrzesza sześć gmin, w tym jedną gminę miejską (Stadt) oraz pięć gmin wiejskich:
1. Brachbach
2. Friesenhagen
3. Harbach
4. Kirchen (Sieg)
5. Mudersbach
6. Niederfischbach